# Ojrzeń (voivodato de Mazovia)
Ojrzeń es un pueblo de Polonia, en Mazovia.  Es la cabecera del distrito (Gmina) de Ojrzeń, perteneciente al condado (Powiat) de Ciechanów. Se encuentra aproximadamente  a 13 km al suroeste de Ciechanów y 69 km  al noroeste de Varsovia. Su población es de 750 habitantes.
Entre 1975 y 1998 perteneció al voivodato de Ciechanów.